# Saint-Saturnin-du-Bois
Saint-Saturnin-du-Bois település Franciaországban, Charente-Maritime megyében. Lakosainak száma 910 fő (2022. január 1.). Saint-Saturnin-du-Bois Marsais, Saint-Georges-du-Bois, Saint-Mard, Saint-Pierre-d’Amilly, Surgères, Mauzé-sur-le-Mignon és Val-du-Mignon községekkel határos.

## Népesség
A település népessége az elmúlt években az alábbi módon változott:
| Lakosok száma | 707  | 642  | 685  | 833  | 859  | 855  | 891  | 906  | 902  | 910  |
|               | 1968 | 1982 | 1990 | 2006 | 2013 | 2015 | 2017 | 2019 | 2020 | 2022 |